# Adnan Güngör
Adnan Güngör (* 20. Mai 1980 in Samsun, Türkei) ist ein ehemaliger türkischer Fußballspieler.

## Karriere

### Vereinskarriere
Adnan Gügör begann seine Karriere bei Samsunspor. Das erste Spiel bestritt er für Samsunspor in der Saison 1999/2000. In der Saison 2006/07 absolvierte Gügor in der 2. Liga Türkei 26 Spiele und schoss 4 Tore. Am 12. Juni 2007 unterschrieb er einen Dreijahresvertrag bei Trabzonspor. In der Winterpause 2008/09 wechselte er zu Hacettepespor.
Zur Saison 2011/12 wechselte er zum Zweitligisten Adanaspor. Mit diesem Verein schaffte er es in der ersten Saison bis ins Playoff-Finale der TFF 1. Lig. Im Finale unterlag man in der Verlängerung Kasımpaşa Istanbul 2:3 und verpasste somit den Aufstieg in die Süper Lig erst in der letzten Begegnung.
Zur Saison 2012/13 wechselte er mit seinem Teamkollegen Onur Akbay zum Ligakonkurrenten Karşıyaka SK. Nach einer Saison bei Karşıyaka trennte er sich von diesem Verein und wechselte zu seinem ehemaligen Verein Samsunspor.
Im Sommer 2014 wechselte Güngör zum Drittligisten Kocaeli Birlikspor.

### Nationalmannschaftskarriere
Für die türkische U-21-Fußballnationalmannschaft spielte er bislang einmal.